# 希伯來聖經中的巫術和占卜

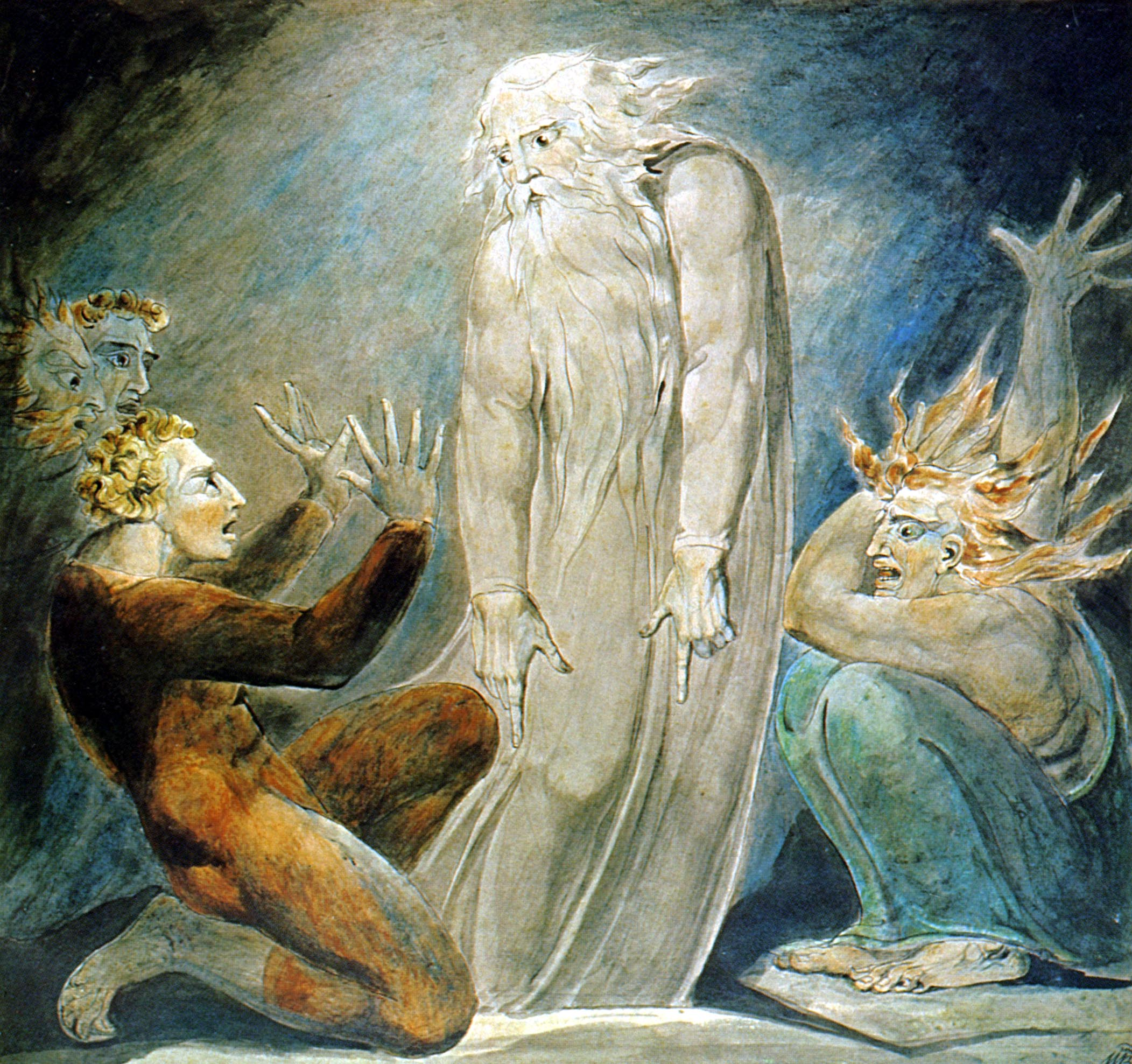
威廉·布萊克: 掃羅王, 撒母耳 與 隱．多珥女巫.

希伯來聖經（塔納赫或舊約聖經）中提到了各種形式的巫術和占卜，提到的時候通常（但不總是）以不贊成的語氣。

## 禁令
禁止各種形式的巫術和占卜的律法可以在出埃及記、利未記和申命記中找到。 其中包括以下內容（如中文和合本中所翻譯）：
- 出埃及記22:18 – 「行邪術的女人，不可容她存活。」
- 利未記19:26 – 你們不可吃帶血的物，不可用法術，也不可觀兆。
- 利未記20:27 – 「無論男女，是交鬼的或行巫術的，總要治死他們，人必用石頭把他們打死，罪要歸到他們身上。」
- 申命記18:10-12 – 你們中間不可有人使兒女經火，也不可有占卜的、觀兆的、用法術的、行邪術的、用迷術的、交鬼的、行巫術的、過陰的，凡行這些事的都為耶和華所憎惡。因那些國民行這可憎惡的事，所以耶和華你的神將他們從你面前趕出。

申命記18章中提到的占卜形式被描述為外地來的。這是《希伯來聖經》中唯一做出這種聲明的部分。根據 Ann Jeffers 的說法，禁止死靈法術的法律的存在證明了它在整個以色列的歷史中都存在。
申命記18:11中提到的三種被禁止的死靈法術並沒有明確的區別。yidde'oni（巫師）總是與ob （靈魂的溝通者）一起使用，它與doresh el ha-metim（“死靈法師”，或“指導死者的詢問”）的語義相當相似。猶太教文集Sanhedrin特別指出doresh el ha-metim是為了被附身，所以在飢餓後睡在墓地的人。
《彌迦書》中的一段預言指出，巫術和占卜將在彌賽亞時代被消滅（彌迦書 5:12）。

## 聖經敘述中的實例
- 利未人利用烏陵與土明以及各種形式的祭祀作為占卜工具來確定法律案件中的有罪和無罪（例如申命記33:8-10）[5]。
- 便雅憫離開埃及時放在袋子裡的銀杯被描述為約瑟用來占卜的，這通常被認為是指代它用於探知（英语：Scrying）[6][7]。
- 民數記5:11-31 描述了一種做法，讓被指控通姦的妻子喝下會幕地板上的水和灰塵的混合物，以證明她有罪或清白[8]。
- 在撒母耳記上28:11，掃羅王請隱．多珥女巫（英语：Witch of Endor）召喚已故先知撒母耳的靈魂。

## 延伸閱讀
- 基督教對魔法的看法（英语：Christian views on magic）
- 惡魔學（英语：Daemonologie）
- 哈拉卡
- 猶太人對占星術的看法（英语：Jewish views on astrology）
- 通靈
- 實用卡巴拉（英语：Practical Kabbalah）
- 閃族新異教主義（英语：Semitic neopaganism）

## 外部連結
- Milgrom, Jacob. . Doubleday. 2000: 1686–89.